# Beumarchés
Beumarchés (en francès Beaumarchés) és un municipi francès situat al departament del Gers i a la regió d'Occitània.

## Geografia

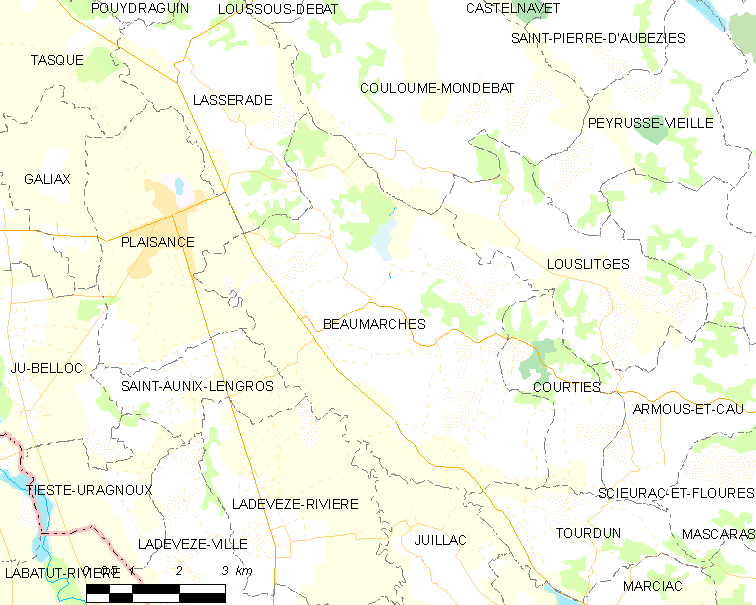
Mapa de la comuna de Beumarchés

## Administració
| Període | Identitat     | Partit |
| ------- | ------------- | ------ |
| 1983-   | Gérard Castet | MRC    |

## Demografia
| 1962                                       | 1968 | 1975 | 1982 | 1990 | 1999 | 2006 |
| ------------------------------------------ | ---- | ---- | ---- | ---- | ---- | ---- |
| 690                                        | 620  | 544  | 548  | 549  | 588  | 655  |
| Des de 1962: població sense dobles comptes |      |      |      |      |      |      |